# 폴 베인즈
폴 베인즈(Paul Baynes; 1573년 - 1617년) 영국의 청교도이며, 그의 에베소서강해는 매우 유명하다. 비록 윌리암 퍼킨스와 같지는 않지만, 그의 저작은 그의 사후에 출판되어 리차드 십스의 회심에 영향을 주었다.
그는 '유기된 자가 어느 정도까지 행할 수 있는가'로부터 '불신자가 어느 정도까지 행할 수 있는가'로 대상을 이동시킴으로 퍼킨스의 설교에 불안해 하던 자들이 효력없는 소명의 가능성으로부터 방향을 돌이키는 첫 인물이 되었다.
1. ↑  켄달, R.T. (1993). 〈9.칼빈신학의 청교도적 변형〉. 《칼빈이 서양에 끼친 영향》. Sŏul: K'ŭrisŭch'yan Daijesŭt'ŭ. 256쪽. ISBN 89-447-0198-9.